# Joseph LeConte (Geologe)

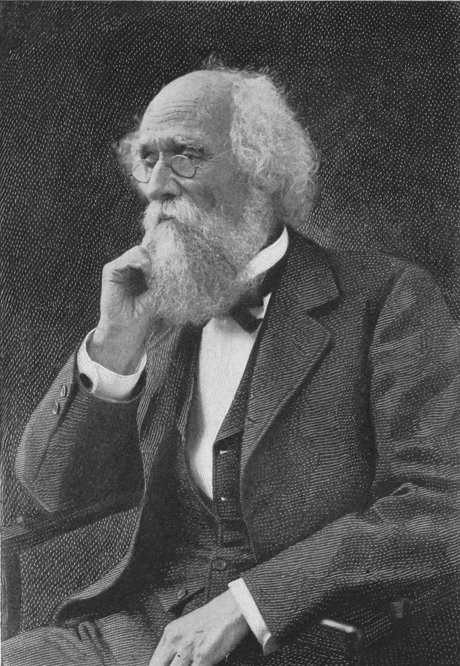
Joseph LeConte

Joseph LeConte, auch Joseph Le Conte, (* 26. Februar 1823 in Liberty County, Georgia; † 6. Juli 1901 im Yosemite Valley) war ein US-amerikanischer Geologe und Naturforscher.

## Leben
Joseph LeConte stammte aus einer angesehen, ursprünglich hugenottischen Familie und studierte am Franklin College in Athens (Georgia) mit dem Abschluss 1841 und anschließend Medizin am New York College of Physicians and Surgeons (der heutigen Medizinischen Fakultät der  Columbia University) mit dem Abschluss 1845. Er praktizierte vier Jahre als Arzt in Macon (Georgia), entschloss sich dann aber Naturgeschichte an der Harvard University bei dem berühmten Naturforscher Louis Agassiz zu studieren. Eine Exkursion mit Agassiz und dem Staatsgeologen James Hall zur Helderberg Schichtstufe bei Albany (New York), die Schichten aus dem Ordovizium und Devon aufschloss, bestärkte ihn Geologe zu werden. Er begleitete Agassiz 1851 nach Florida zum Studium von Korallenriffen und war danach Professor für Naturgeschichte an der Oglethorpe University in Midway (Georgia) und 1852 bis 1856 am Franklin College, seiner Alma Mater. 1857 bis 1869 war er Professor für Chemie und Geologie am South Carolina College. Im Sezessionskrieg war er auf Seiten der Südstaaten, lehrte weiter, wirkte als Arzt und bei der Herstellung von Sprengstoff. Da er die Verhältnisse nach dem Bürgerkrieg in der Rekonstruktionsära in den Südstaaten unerträglich fand und Rassen-Vorurteile gegenüber Schwarzen nicht überwinden konnte, zog er 1869 nach Kalifornien, wo er Physik-Professor an der neu gegründeten University of California, Berkeley wurde. Bald darauf wurde er dort der erste Professor für Geologie und Naturgeschichte, was er bis zu seinem Tod blieb. Er liegt im Mountain View Cemetery in Oakland (Kalifornien) begraben.

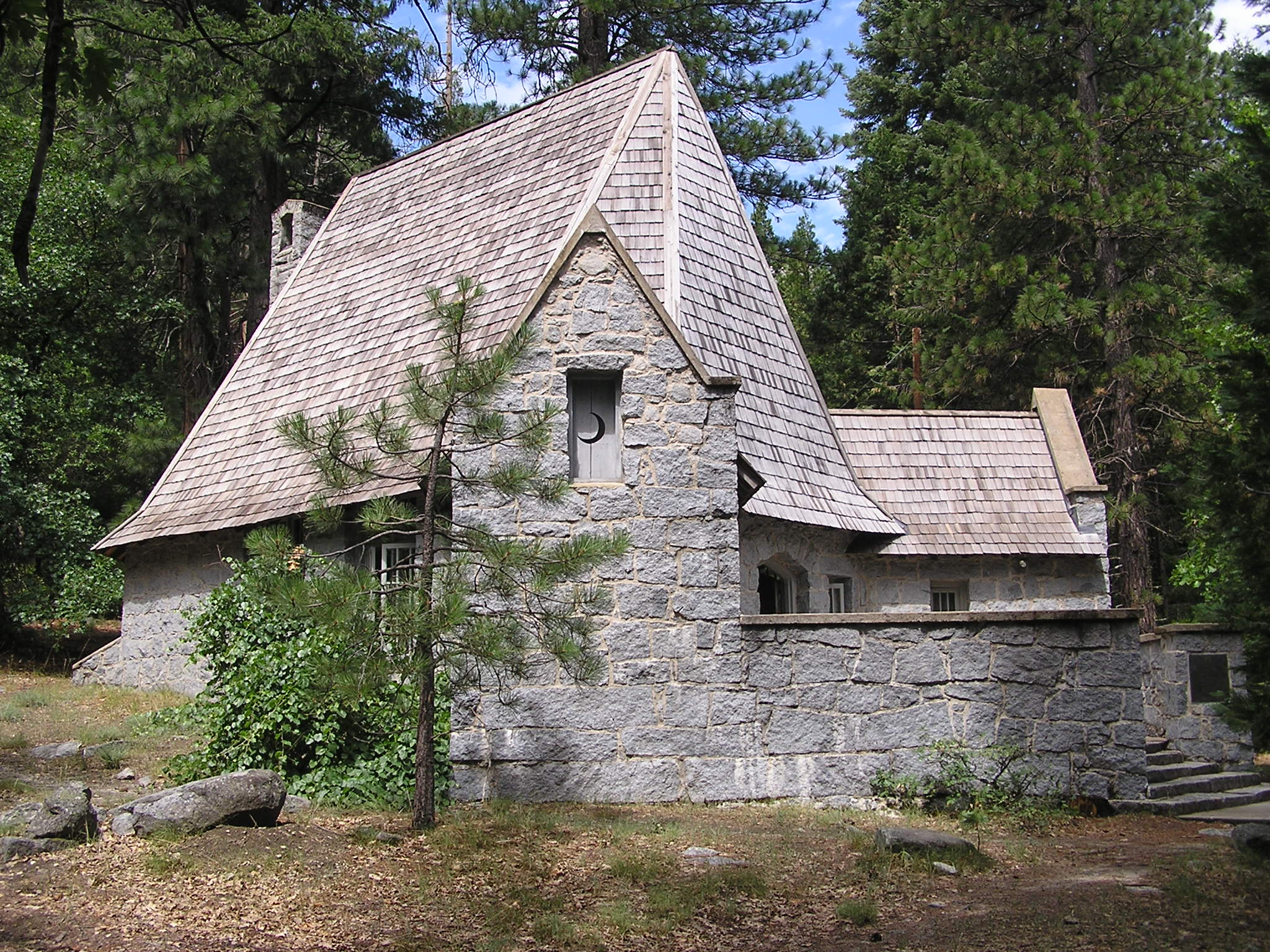
LeConte Memorial Lodge, Yosemite-Nationalpark

Neben Geologie veröffentlichte er auch über physiologische Optik und Psychologie. 1888 veröffentlichte er ein populärwissenschaftliches Werk über die Evolutionstheorie, in der er eine Versöhnung mit christlichen Anschauungen anstrebte. Er strebte Naturschutzgebiete in der Sierra Nevada an, besonders im Yosemite-Tal, dass er zuerst 1870 besuchte, und gründete 1892 mit dem befreundeten John Muir den Sierra Club, den er 1892 bis 1898 leitete. Auf einer Exkursion des Sierra Clubs im Yosemite-Tal starb er an einem Herzanfall. Eine Hütte des Sierra Club im Yosemite wurde 1904 nach ihm benannt (LeConte Memorial Lodge, heute ein National Historic Landmark). Ein Berg in der Sierra Nevada (Mount Le Conte), der Mount Le Conte (Tennessee) und der LeConte-Gletscher und die LeConte Bay in Alaska sind nach ihm benannt. Außerdem wurde die LeConte Hall auf dem Berkeley-Campus und ein College der University of South Carolina nach ihm benannt.
1892 war er Präsident der American Association for the Advancement of Science und 1896 Präsident der Geological Society of America und 1875 wurde er Mitglied der National Academy of Sciences und der American Academy of Arts and Sciences. Seit 1873 war er Mitglied der American Philosophical Society.
1846 heirateten Joseph LeConte und Caroline Nesbit, Nichte von Eugenius Aristides Nisbet. Das Ehepaar hatte er vier Kinder. Sein Sohn Joseph Nisbet LeConte (1870–1950) war Maschinenbau-Professor in Berkeley und erforschte ebenfalls die Sierra Nevada.

## Schriften
- Religion and Science: A Series of Sunday Lectures on the Relation of Natural and Revealed Religion, Or The Troths Revealed in Nature and Scripture.  D. Appleton and Company New York, 1877
- Elements of geology : a text-book for colleges and for the general reader. Publisher: D. Appleton and Company New York, 1879
- Sight : an exposition of the principles of monocular and binocular vision. Publisher: D. Appleton and Company New York, 1881
- A Compend of Geology. Publisher: D. Appleton and Company New York, 1887
- Evolution and its relation to religious thought. Publisher: D. Appleton and Company New York, 1888
- Evolution; its nature, its evidences, and its relation to religious thought. Second edition, revised.  Publisher: D. Appleton and Company New York, 1892
- Outlines of the comparative physiology and morphology of animals.  Publisher: D. Appleton and Company New York, 1900
- The Autobiography of Joseph LeConte EDITED BY WILLIAM DALLAM ARMES Publisher: D. APPLETON AND COMPANY NEW YORK 1903  Online